# (29996) 2000 AQ97
A (29996) 2000 AQ97 egy kisbolygó a Naprendszerben. A LINEAR projekt keretében fedezték fel 2000. január 4-én.